# Marcelo di Marco
Marcelo di Marco (Buenos Aires, 18 de octubre de 1957) es un escritor, poeta, cuentista, narrador y ensayista argentino. Es conocido por coordinar diversos talleres literarios y dar lecturas y conferencias en toda Argentina. 
Actualmente coordina el Taller de Corte y Corrección, junto a su esposa Nomi Pendzik, y sus hijas Florencia y Marina di Marco.

## Biografía
Nació el 18 de octubre de 1957 en Buenos Aires. Comenzó a coordinar grupos de escrituras en 1979, siendo cofundador de la Escuela Literaria del Teatro IFT. 
En ese mismo año, nació el Taller de Corte y Corrección, un taller literario reconocido internacionalmente.  
En 1994 lanzó su primer libro de cuentos, El fantasma del Reich, con el que ganó el concurso de la Fundación Antorchas.  
Entre 1996 y 1997 coordinó talleres de literatura fantástica en la Facultad de Filosofía y Letras de la Universidad de Buenos Aires. Asimismo, dirigió el taller literario de la Universidad de Belgrano durante varios años. 
En 1997 publicó el best-seller Taller de corte & corrección, un ensayo sobre técnicas de escritura literaria. En 1999 le siguió Hacer el verso, enfocado en la poesía. En 2002, en colaboración con la profesora y su esposa, Nomi Pendzik, escribió dos libros con enfoque más pedagógico: Atreverse a Escribir y Atreverse a Corregir. 
En 2004 comenzó a editar, junto a Diego Ruiz, titular de elaleph.com, el diario informativo cultural Fin, con la participación de escritores formados en el Taller de Corte y Corrección. 
En 2005 fundó La Abadía de Carfax, círculo de escritores de horror y fantasía, con la que ya lleva cuatro antologías. Entre 2008 y 2009 fue consultor del Plan Lectura del Ministerio de Educación. 
En 2011 publicó su primera novela: Victoria entre las sombras, bajo la editorial Sudamericana Joven. Ese mismo año, el sello independiente 800 golpes editó su libro de poemas Esa serena sombra, en festejo por sus treinta años como autor. 
El 1 de marzo de 2013 lanzó el canal en YouTube Taller de Corte y Corrección, donde comparte sus tips de escritura. Actualmente, tiene casi 20.000 suscriptores, y más de 1000 programas que pasan el millón de visitas.
En 2016 Di Marco publicó el poemario Cármina marina, en la colección La luna del espejo, de editorial elaleph.com. En ese mismo año, la editorial Zona Borde lanzó el libro de cuentos La mayor astucia del demonio, una antología de cuentos de terror.
Su último trabajo es la trilogía 25 Noches de Insomnio, en editorial Bärenhaus. Ahora está trabajando, junto a Nicolás Amelio Ortiz, para la adaptación cinematográfica de Victoria entre las Sombras.

## Obras

### Libros
- En lugar de Letradura (poesía; Buenos Aires, Oliverio, 1983).
- La traducción y seis poemas (poesía y cuento; Buenos Aires, Xul, 1985).
- Una temporada en Babia (poesía; Buenos Aires, De la Flor, 1988).
- El viento planea sobre la tierra (poesía; Buenos Aires, Último Reino, 1990).
- Televisión y verdad. Una propuesta innovadora (ensayo, en colaboración con Nomi Pendzik; Buenos Aires, Fundación Las Patas de la Mentira, 1994, reeditado por CTERA . SISS).
- El fantasma del Reich (cuentos; Buenos Aires, Sudamericana, 1995).
- Taller de Corte & Corrección. Guía para la creación literaria (ensayo; Buenos Aires, Sudamericana, 1997, reeditado en 1998, 2006 y 2010 —en Ediciones DEBOLS!LLO—).
- Hacer el verso. Apuntes, ejemplos y prácticas para escribir poesía (ensayo; Buenos Aires, Sudamericana, 1999, reeditado en 2009 —en Ediciones DEBOLS!LLO—).
- Atreverse a escribir. Prácticas y claves para arrancar de una vez por todas (ensayo, en colaboración con Nomi Pendzik; Buenos Aires, Sudamericana Joven, 2002, reeditado en 2005, 2008 y 2009).
- Atreverse a corregir. Trucos y secretos del texto bien escrito (ensayo, en colaboración con Nomi Pendzik; Buenos Aires, Sudamericana Joven, 2002, reeditado en 2007, 2008 y 2009).
- Victoria entre las sombras (novela; Buenos Aires, Sudamericana Joven, 2011, reeditado en 2013).
- Esa serena sombra. Haikus de amor y de agua (poesía; Buenos Aires, 800 GOLPES, 2013).
- Cármina Marina (poesía; Buenos Aires,elaleph.com, 2016).
- La mayor astucia del demonio (cuentos; Buenos Aires, Zona Borde, 2016).
- 25 noches de insomnio 1, 2 y 3 (cuentos; Buenos Aires, Bärenhaus, 2017, 2018 y 2019).

### Antologías
- Te alcanzaré desde mi tumba (cuentos; Quirquincho, 1996; obras de Bram Stoker, Robert Louis Stevenson, Ambrose Bierce y Edgar Allan Poe).
- Cinco genios del espanto (cuentos; Quirquincho, 1996; obras de E.T.A. Hoffman, Jack London, Nathaniel Hawthorne, Villiers de L'Isle Adam y Fredic Brown).
- Si abres mi jaula, amigo mío... (cuentos; Quirquincho, 1996; obras de Guy de Maupassant, Rudyard Kipling, Saki, Horacio Quiroga y Juan José Arreola)
- Pasajeros en Arcadia. Treinta y nueve cuentos escritos en el Taller de corte & corrección (cuentos; Editorial de Belgrano, 2000; obras de Gabriel Bellomo, Laura Palacios y Vanesa Étimos, entre otros).

### Inclusión en ensayos, textos, diccionarios, enciclopedias y antologías
- Antología de la nueva poesía argentina (poesía; Editores Cuatro, 1980; compilador: Daniel Chirom).
- Poesía entre dos épocas (poesía; Sátura, 1985; compilador: Fernanddo Kofman).
- Nueva poesía argentina durante la dictadura –1976-1983– (poesía; Calle Abajo, 1989, reeditado en 1992; compilador: Jorge Santiago Perednik).
- 30 años de revistas literarias argentinas (1960-1989) (José María Otero, Catedral al Sur Editores, 1990)
- Andá, contáme a Gardel (narrativa; Ediciones de Buenos Aires -FM Tango, 1991; compiladores: Horacio García y Mario Fontana).
- Antología 1. Para lectores a partir de los 12 años (Troquel, 1994/1996; compiladoras: Graciela Komerovsky y Noemí Pendzik).
- El textonauta. Aventuras para lectores del fin de siglo –tomo 1– (Troquel, 1994; compiladoras: Graciela Komerovsky y Noemí Pendzik).
- La gallina degollada (narrativa; Del Dock, 1994; compilador: Vicente Battista).
- 70 poetas argentinos: 1970-1994 (poesía; Plus Ultra, 1994; compilador: Antonio Aliberti).
- El textonauta. Aventuras para lectores del fin de siglo –tomo II– (Troquel, 1995; compiladoras: Graciela Komerovsky y Noemí Pendzik).
- La Casa y los Poetas – 1994 (poesía; Vicente López, Fundación Rómulo Raggio, 1995).
- El libro de los premiados (narrativa; Instituto Movilizador de Fondos Cooperativos, 1996; jurado: Isidoro Blaisten, Abelardo Castillo, Griselda Gambaro, Mempo Giardinelli, Angélica Gorodischer, Pedro Orgambide y David Viñas).
- Poesía argentina de fin de siglo (Cristina Piña y Lidia Vinciguerra, Editorial Vinciguerra, 1996).
- Narrativa argentina posterior a la dictadura (Liliana Heker, Instituto Movilizador de Fondos Cooperativos, 1996)
- The XUL Reader: An Anthology of Argentine Poetrý, 1980-1986 (poesía; Roof Books, 1997; editor: Ernestro Livon Grosman).
- Palabra de amigo (Lengua 9.º año, EGB; Troquel, 1998; autoras: Graciela Komerovsky y Noemí Pendzik).
- Poesía siempre (poesía; Troquel, 1998; compiladoras: Graciela Komerovski y Noemí Pendzik).
- American Jewish Year Book 1998 (American Jewish Committee, 1998; autor: David Singer).
- Un café con Dios (miscelánea; Libro Latino; 1999).
- Breve diccionario biográfico de autores argentinos desde 1940 (Silvana Castro; Dirección y crítica literaria: Pedro Orgambide; Ediciones Atril, 1999).
- Inventario relacional de la poesía en español 1951-2000 (Tesis doctoral del Dr. Juan Ruiz de Torres en la Universidad Autónoma de Madrid; Altorrey Editorial, 2000).
- Encontrar la cultura heredada buscando el idioma perdido. Entrevista a 27 autores ítalo-argentinos (a cargo de Antonio Panaccione; Editorial Martín, Collana Scrittori Internazionali, 2003).
- En frasco chico (microrrelatos; Colihue, 2004; selección, póslogo y notas y propuestas de trabajo: Silvia Delucchi y Noemí Pendzik).
- Cuentos de la Abadía de Carfax (cuentos; Pasoborgo / elaleph.com, 2006; Selección, introducción y notas: Nomi Pendzik).
- En pocas palabras. Manual de redacción publicitaria para avisos gráficos y folletos (Ricardo Palmieri; La Crujía Ediciones, 2006, 2.ª edición).
- La escritura creativa en las aulas. En torno a los talleres literarios (Benigno Delmiro Coto; Editorial Graó, 2007, 3.ª edición).
- Diccionario de autores argentinos (Petrobras, 2007; Edición a cargo de Sandra Cotos y Alejandro Leibovich.
- Grageas. 100 cuentos breves de todo el mundo (narrativa; Instituto Movilizador de Fondos Cooperativos, 2007; compilador: Sergio Gaut vel Hartman)
- Leer x leer. Textos para leer de todo, mucho y ya (EUDEBA, 2007; Fundación Mempo Giardinelli, para el Plan Nacional de Lectura).
- Una antología de la poesía argentina 1970-2008 (LOM ediciones, 2008; Selección, prólogo y notas: Jorge Fondebrider).
- Cuentos de la Abadía de Carfax II (Pasoborgo / elaleph.com, 2009; Selección, introducción y notas: Ariel Mazzeo).
- Cuatro tramas: orientación para leer, escribir, traducir y revisar (Paula Grosman y Alejandra Rogante; Tres Almentas, 2009).
- Grageas 2. Más de cien cuentos breves hispanoamericanos (narrativa; Instituto Movilizador de Fondos Cooperativos y Centro Cultural de la Cooperación Floreal Gorini, 2010; compilador: Sergio Gaut vel Hartman).
- El forajido sentimental. Incursión por los escritos de Jorge Luis Borges (Fernando Sorrentino, Losada, 2011).
- Diversos (poesía; Tinta Negra, 2011; selección: Karina Sacerdote).
- Cuentos de la Abadía de Carfax III (Pasoborgo / elaleph.com, 2012; Selección, introducción y notas: Clauda Cortalezzi).
- El taller. Nociones en el oficio de escribir (Alejandra Laurencich; Aguilar, 2014)
- Osario común (Muerde Muertos, 2013; Selección, introducción y notras: Patricio Chaija).
- Cuentos de la Abadía de Carfax IV (Pasoborgo / elaleph.com, 2014; Selección, introducción y notas: Ricardo Giorno).
- Grageas 3. Más de cien minificciones de América y el mundo (narrativa; Instituto Movilizador de Fondos Cooperativos y Centro Cultural de la Cooperación, 2014; compilador: Sergio Gaut vel Hartman).

## Trabajos
- Coordinador del Taller de Corte y Corrección desde 1979.
- Jefe de programación de RadioTV An24.
- Coordinador del sitio elaleph.com.
- Cofundador, junto a Diego Ruiz, deldiario Fin, hecho con talleristas formados en el Taller de Corte y Corrección.
- Fundador de La Abadía de Carfax, un círculo de escritores de horror y fantasía, entre 2006 y 2015
- Coordinador del taller El Gato Viejo en 2015.
- Jurado del Premio Municipal de Cuento en 2011
- Consultor del Plan Lectura del Ministerio de Educación.

- Coordinador del taller literario de la Universidad de Belgrano entre 1998 y 2001.
- Coordinador del Taller de Cuento Fantástico en la Facultad de Filosofía y Letras de la Universidad de Buenos Aires entre 1996 y 1997.
- Excolumnista invitado del programa radial Libros que Muerden, de la FM Palermo en 2000.
- Miembro del equipo de investigación Las Patas de la Mentira.
- Corresponsal de Libros del Sicomoro, revista literaria Mondo Cane (México).
- Exsecretario de redacción de las revistas La Cosa y Neuromante Inc.
- Cofundador de la Escuela Literaria del Teatro IFT en 1979.
- Excolaborador de la revista Lea.

## Premios y reconocimientos
- Premio de Poesía por Kafka (1980, compartido con Leopoldo Brizuela).
- Seleccionado para antología de cuento Andá, contáme a Gardel por Mano a mano (1991).
- Mención en cuento, finalista del premio Más Allá por Jugar con fuego (1993).
- Seleccionado para antología de cuento La gallina degollada por El caso Vicky (1994).
- Ganador del concurso 1994 de Fundación Antorchas, rubro Cuento, con el libro El fantasma del Reich (1995).
- Recomendación de edición del Concurso Nacional de Cuentos de 1995, por El regreso (1995).
- Mención Honor en poesía del Concurso Fundación INCA Seguros, 1995 por libro Cien haiku (1995).
- Nominado Rubro Colección de Cuentos, finalista del Premio Más Allá 1995/1996 por el libro El fantasma del Reich (1997).
- Nominado Rubro Cuento Corto, finalista del Premio Más Allá 1995/1996 por Élida volvió para quedarse (1997).
- Hacer el verso, elegido por la revista El escriba (número 6, septiembre / octubre de 1999) como obra de ''especial interés''